# 油車口
油車口，是新北市淡水區的一個地名，位於該區西部，範圍大致包括文化里最西端、油車里不含東部及西南角及西北角、大庄里東端、沙崙里之大庄里南北兩側東部。

## 歷史
台灣清治末期至日治前期，油車口地區為一街庄，稱為「油車口庄」，隸屬於芝蘭三堡。該庄北及東北與大庄埔庄為鄰，東南與滬尾街，西南邊隔淡水河與大八里坌庄相望，西邊為沙崙庄。
1901年（日治明治三十四年）11月，該庄隸屬於臺北廳，編入第二十五區。1906年（明治三十九年）1月，第二十四區及二十五區、二十六區的部分街庄合併為「滬尾區」，該庄屬之。1920年（大正九年），該庄改制為「油車口」大字，隸屬於臺北州淡水郡淡水街。
戰後淡水街改制為淡水鎮，隸屬於臺北縣，大字亦改制為里。2010年12月，臺北縣升格為新北市，淡水鎮亦改制為淡水區。

## 交通
省道台2乙線大致以西北－東南走向經過本地區，往西北轉東北可於林子接台2線主線，再往北可前往三芝、石門、金山、萬里、基隆等地；台2乙線往東南可前往北投、士林、台北市區，亦可接洲美快速道路、環河南北快速道路快速進入台北市區。

## 學校
- 天生國小

## 文化資產
- 滬尾砲臺（國定古蹟）

## 運動設施
- 台灣高爾夫俱樂部(老淡水高爾夫)